# Litichovice
Litichovice település Csehországban, a Benešovi járásban. Litichovice Divišov, Bílkovice és Třebešice településekkel határos. Lakosainak száma 73 fő (2024. január 1.).

## Népesség
A település lakosságának változását az alábbi diagram mutatja:
| Lakosok száma | 191  | 144  | 125  | 95   | 63   | 48   | 60   | 64   | 72   | 73   |
|               | 1869 | 1900 | 1921 | 1961 | 1980 | 2011 | 2016 | 2019 | 2021 | 2024 |